# Kirgiska Autonomiczna Socjalistyczna Republika Radziecka (1926–1936)
Kirgiska Autonomiczna Socjalistyczna Republika Radziecka, Kirgiska ASRR – republika autonomiczna w Związku Radzieckim, istniejąca w latach 1926–1936, wchodząca w skład Rosyjskiej Federacyjnej Socjalistycznej Republiki Radzieckiej.
Kirgiska ASRR została utworzona w 1926 r. w wyniku zmiany statusu i poszerzenia autonomii istniejącego od 1924 r. Kara-Kirgiskiego Obwodu Autonomicznego (od 15 maja 1925 r. noszącego oficjalną nazwę „Kirgiski Obwód Autonomiczny)”. W 1936 r. Kirgiska ASRR została przekształcona w Kirgiską Socjalistyczną Republikę Radziecką i jako republika związkowa weszła bezpośrednio w skład ZSRR.
Nazwę Kirgiska Autonomiczna Socjalistyczna Republika Radziecka nosiła także początkowo (w latach 1920–1925) Kazachska Autonomiczna Socjalistyczna Republika Radziecka; w owym czasie bowiem Kirgizami określano Kazachów, zaś właściwych Kirgizów nazywano Karakirgizami.
 Informacje nt. położenia, gospodarki, historii, ludności itd. Kirgiskiej Autonomicznej Socjalistycznej Republiki Radzieckiej znajdują się w: artykule poświęconym Kirgistanowi